# サイゴン港

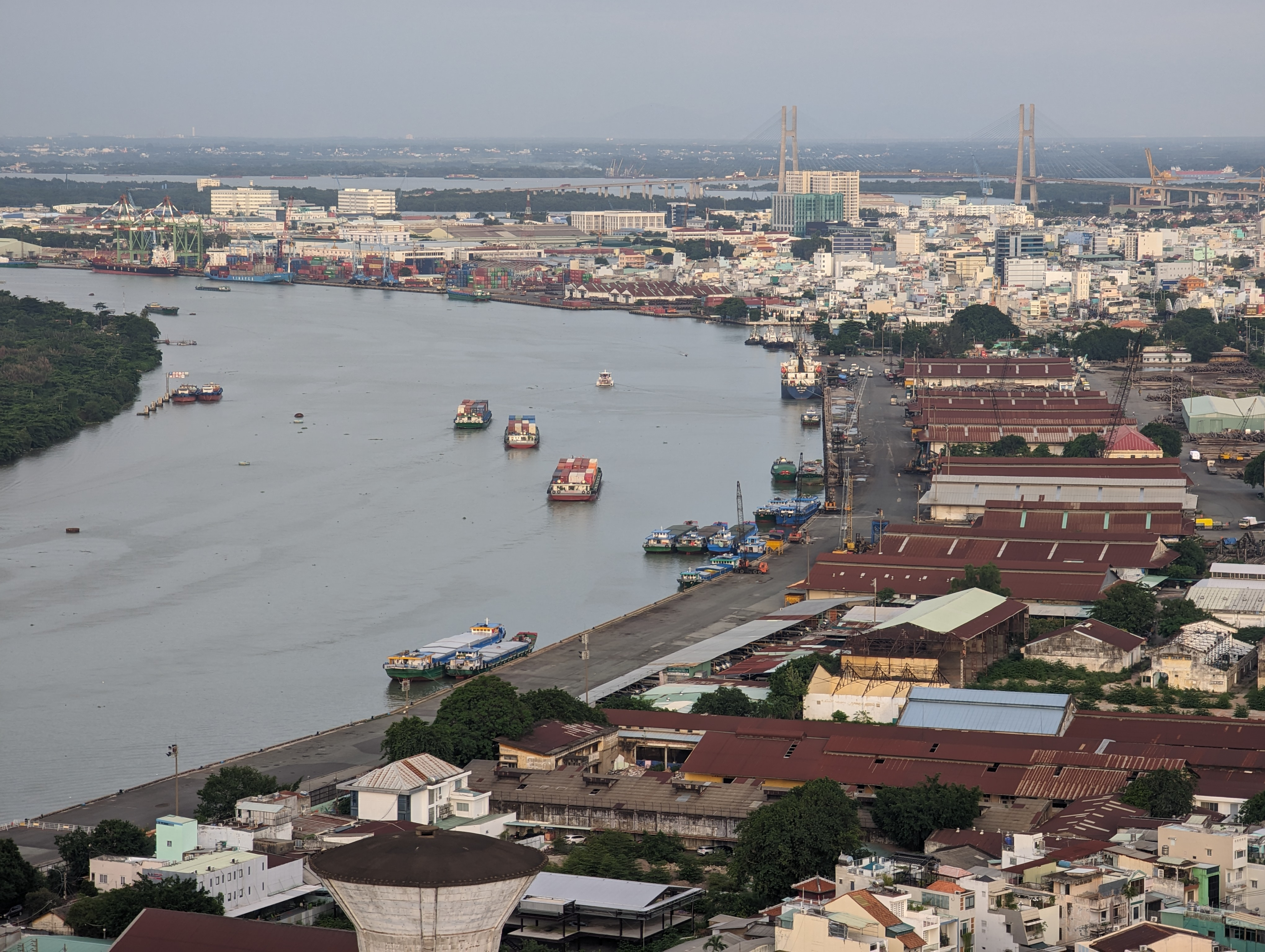
サイゴン港

サイゴン港（Saigon Port、ベトナム語：Cảng Sài Gòn / 港柴棍）は、ベトナムのホーチミン市にある港。

## 概要
サイゴン川に設けられた河港であるが、港域付近でも川幅は300～500m、水深は11mあり、30,000DWT、全長230mの船舶まで入港が可能である。このため外航船が直接入港することができ、仏領インドシナの時代より重要な貿易港であった。現在も南ベトナムで重要な輸出入の拠点となっている。
仏領インドシナ時代には海軍基地としても整備され、商港の上流側に軍用埠頭と、艦船の整備・修繕を行うサイゴン海軍造船所が設けられていた。海軍基地自体は、その後も南ベトナム海軍を経てベトナム統一後はベトナム人民海軍が使用しているが、サイゴン海軍造船所についてはバソン（Ba Son / 巴崙）造船所が運営し、1990年代以降おもに商船の整備・修繕に使用している。
近年は、ホーチミン市の都市計画のため、郊外のヒエップフオック（Hiệp Phước / 協福）地区、カットライ（Cát Lái / 吉來）新港、ティーヴァイ（Thị Vải）港、カイメップ（Cái Mép）港などに新たな港湾施設が建設され、機能の移転・再配置が進められている。
座標: 北緯10度49分21秒 東経106度45分14秒 / 北緯10.8225度 東経106.754度